# Нвофор, Уче
У́че Нвофо́р (англ. Uche Nwofor; 17 сентября 1991, Лагос, Нигерия) — нигерийский футболист, нападающий. Выступал в сборной Нигерии.

## Клубная карьера
В профессиональном футболе дебютировал в 2008 году выступлениями за клуб «Анамбра Пилларс», в котором провёл два сезона, приняв участие в 19 матчах чемпионата. В течение 2009—2010 годов играл на условиях аренды за «Шутинг Старз». В 2010 году заключил контракт с клубом «Энугу Рейнджерс», в составе которого провёл следующий год своей карьеры.
В 2011 году перебрался в Нидерланды, где сначала два сезона защищал цвета клуба «ВВВ-Венло». Большинство времени, проведённого в составе «ВВВ-Венло», был основным игроком атакующего звена команды.
В состав клуба «Херенвен» перешёл на условиях аренды в 2013 году.

## Международная карьера
В 2011 году привлекался в состав молодёжной сборной Нигерии. На молодёжном уровне сыграл в 9 официальных матчах, забил 6 голов.
3 марта 2010 года дебютировал в официальных матчах в составе национальной сборной Нигерии в товарищеской игре против сборной Демократической Республики Конго. Следующая его игра в составе нигерийской сборной состоялась три с половиной года спустя, в товарищеской игре против сборной Южной Африки, в которой он отметился дублем, открыв тем самым счёт своим голам за сборную.

## Статистика
| Сезон   | Клуб            | Страна     | Чемпионат    | Матчи | Голы |
| ------- | --------------- | ---------- | ------------ | ----- | ---- |
| 2008/09 | Анамбра Пилларс | Нигерия    | Вторая лига  | 19    | 7    |
| 2009/10 | → Шутинг Старз  | Нигерия    | Премьер-лига | 23    | 12   |
| 2010/11 | Энугу Рейнджерс | Нигерия    | Премьер-лига | ?     | 5    |
| 2011/12 | ВВВ-Венло       | Нидерланды | Эредивизи    | 27    | 5    |
| 2012/13 | ВВВ-Венло       | Нидерланды | Эредивизи    | 25    | 8    |
| 2013/14 | ВВВ-Венло       | Нидерланды | Эрсте дивизи | 2     | 1    |
| 2013/14 | → Херенвен      | Нидерланды | Эредивизи    | 3     | 0    |